# وروار أخضر عربي
الوروار الأخضر العربي (الاسم العلمي: Merops cyanophrys) هو نوع من الطيور من الفصيلة الورواريّة.يوجد في المناطق القاحلة في شبه الجزيرة العربية من المملكة العربية السعودية جنوباً إلى اليمن وشرقاً إلى عمان والإمارات العربية المتحدة، وقد اتسع نطاق انتشاره شمالاً إلى بلاد الشام خلال العقود القليلة الماضية.